# Анджей Кшепковський
Анджей Кшепковський (пол. Andrzej Krzepkowski; 6 січня 1953, Варшава — 12 жовтня 1990, Варшава) — польський письменник-фантаст та редактор фантастики.

## Біографія
Анджей Кшепковський народився 6 січня 1953 року у Варшаві. Після закінчення загальноосвітнього ліцею він навчався на післяліцейних курсах електроніки. Після закінчення курсів Кшепковський писав тексти для коміксів у журналі «Alfa». З 1982 до 1985 року Кшепковський працював у відділі репортажів та інформації журналу «Fantastyka». У 1985—1987 роках він працював у редакції наукової фантастики видавництва KAW. Анджей Кшепковський був членом World SF і Загальнопольського клубу шанувальників фантастики.
Помер Анджей Кшепковський у Варшаві 12 жовтня 1990 року.

## Літературна творчість
Анджей Кшепковський розпочав свою літературну діяльність ще під час навчання у школі в 1970 році, коли його оповідання «Мозок» (пол. Mózg) і «Людина з горбатим мозком» (пол. Człowiek z garbatym mózgiem) були надруковані в журналі «Perspektywy». Надалі письменник регулярно публікував свої оповідання в журналах «Młody Technik», «Perspektywy», «Fantastyka», «ITD». У 1978 році вийшла друком перша збірка оповідань автора «Байдужі планети» (пол. Obojętne planety). У 1979 році вийшов друком перший роман Кшепковського «Територія непостійності» (пол. Obszar nieciągłości). У 1982 році письменник видав відразу два своїх романи — «Спів кристалу» (пол. Śpiew kryształu) і «Крекс» (пол. Kreks). У 1987 році вийшов друком роман Кшепковського «З неба і вогню, з неба та імли» (пол. Z nieba i ognia, z nieba i mgły). У рік смерті письменника вийшов спільний із Ружею Собанською роман «Географія нових днів» (пол. Geograwia nowych dni). Творчість Анджея Кшепковського відноситься до жанру соціальної фантастики, яку репрезентувала значна частина польських фантастів 70—80-х років ХХ століття, зокрема Януш Зайдель, Мацей Паровський, Марек Орамус, Едмунд Внук-Липинський, для якої характерною рисою стало екстраполювання суперечностей тогочасної епохи на суспільство майбутнього, яким би воно могло б стати з точки зору письменника. Особливістю творів Кшепковського є романтично-героїчний опис героїв творів, більший психологізм у описі героїв та більшому їх емоційнійному забарвленні.
Окремі твори Анджея Кшепковського перекладені німецькою і французькою мовами.

## Твори

### Романи
- Територія несталості (пол. Obszar nieciągłości, 1979, у співавторстві з Анджеєм Вуйціком)
- Спів кристалу (пол. Śpiew kryształu, 1982)
- Крекс (пол. Kreks, 1982)
- З неба і вогню, з неба та імли (пол. Z nieba i ognia, z nieba i mgły, 1987)
- Географія нових днів (пол. Geograwia nowych dni, 1990, у співавторстві з Ружею Собанською)

### Оповідання
- Мозок (пол. Mózg, 1970)
- Людина з горбатим мозком (пол. Człowiek z garbatym mózgiem, 1970)
- Перша стадія (пол. Pierwsze stadium, 1976)
- Переможець (пол. Zwycięzca, 1977)
- Прищеплений (пол. Szczepant, 1977)
- Дощ (пол. Deszcz, 1978)
- Коктейль із сонечком (пол. Koktail z biedronką, 1978)
- Фабрика хмар (пол. Fabryka chmur, 1978)
- Моє (пол. Moje, 1978)
- Невизначене становище (пол. Nieokreślone stanowisko, 1978)
- Байдужі планети (пол. Obojętne planety, 1978)
- Хатка десь у космосі (пол. Chatka gdzieś w kosmosie, 1978)
- Від Землі (пол. Od Ziemi, 1978)
- Першовідкривач (пол. Odkrywca, 1978)
- Пожирач душ (пол. Pożeracz dusz, 1978)
- Танець у чотири руки (пол. Taniec na cztery ręce, 1978)
- Витримати тишу (пол. Wytrzymać ciszę, 1982)
- Переслідування (пол. Pościg, 1982)
- Instant Day, 1983
- Примірка (пол. Przymierze, 1984)